# Kimberly Peirce
Kimberly Peirce (* 8. září 1967) je americká filmová a televizní režisérka a scenáristka.
Narodila se v Harrisburgu v Pensylvánii a vyrůstala v New Yorku a Miami. Studovala anglickou a japonskou literaturu na Chicagské univerzitě, dva roky žila v Japonsku, kde pracovala jako fotografka; po návratu se usadila v New Yorku a studovala na Kolumbijské univerzitě. Svůj první krátký film The Last Good Breath natočila v roce 1994. Proslavila se svým prvním celovečerním filmem Kluci nepláčou (1999) o trans muži Brandonu Teenovi, který byl ve svých 21 letech zavražděn. Její další film Ve službách války, o mladých vojácích z války v Iráku, byl uveden v roce 2008. Třetí film, horor Carrie, měl premiéru v roce 2013. Kromě filmů režírovala také epizody seriálů American Crime (2016), Seal Team 6 (2018), K smíchu (2020) a dalších. Identifikuje se jako genderqueer.